# Цукрист панамський
Цукри́ст панамський (Dacnis viguieri) — вид горобцеподібних птахів родини саякових (Thraupidae). Мешкає в Панамі і Колумбії.

## Опис
Довжина птаха становить 11,5 см. Виду притаманний статевий диморфізм. Самці мають переважно бірюзове забарвлення, надхвістя більш синювате, спина і хвіст чорні, від дзьоба до очей ідуть чорні смуги. Крила зелені, махові пера чорні. У самиць верхня частина тіла тьмяно-зелена, нижня частина тіла світло-зеленувато-жовта, боки мають оливковий відтінок, крила тьмяно-зелені, махові пера чорні, хвіст чорний.

## Поширення і екологія
Панамські цукристи мешкають на крайньому сході Панами (Дар'єн) та на північному заході Колумбії (північ Чоко, північний захід Антіокії, південний захід Кордови), переважно в горах Серранія-дель-Дар'єн. Вони живуть в кронах вологих рівнинних та гірських тропічних лісів, на узліссях та в сухих чагарникових заростях. Зустрічаються на висоті до 700 м над рівнем моря. 

## Збереження
МСОП класифікує цей вид як такий, що не потребує особливих заходів зі збереження. За оцінками дослідників, популяція панамських цукристів становить від 10 до 20 тисяч птахів. Їм може загрожувати знищення природного середовища.